# Катастрофа Ан-26 в Гюмри
Катастрофа Ан-26 в Гюмри — авиационная катастрофа, произошедшая в воскресным вечером 26 декабря 1993 года в аэропорту Ширак. Самолёт Ан-26Б авиакомпании «Авиалинии Кубани» выполнял грузовой рейс GW-5719 по маршруту Краснодар — Гюмри, а при заходе на посадку в Гюмрийском аэропорту Ширак лайнер прервал заход на посадку и ушёл на второй круг. При уходе лайнер резко потерял скорость, опрокинулся на правое крыло, после чего упал на землю на территории аэропорта и полностью разрушился. Из находившихся на его борту 36 человек — 31 пассажир и 5 членов экипажа, выжил 1, получив тяжёлые ранения.
Катастрофа рейса 5719 стала второй (по числу жертв) авиационной катастрофой в Армении (после катастрофы под Ленинаканом) и крупнейшей авиационной катастрофой в независимой Армении (с 1991 года).

## Самолёт
Ан-26Б с первоначальным регистрационным номером CCCP-26141 (заводской — 12903, серийный — 129-03) был выпущен заводом Антонова в 1983 году. Лайнер передали заказчику — Министерству гражданской авиации Советского Союза, которое к 14 апреля направило его в Северо-Кавказское управление гражданской авиации. 15 декабря того же года борт 26141 временно поступил в Дальневосточное УГА, но 16 июня 1984 года вернулся в Северо-Кавказское. С 1993 года самолёт уже под новым регистрационным номером RA-26141 начал эксплуатироваться в новообразованной авиакомпании Авиалинии Кубани.

## Хронология событий

### Предшествующие обстоятельства
26 декабря 1993 года в 18:46 МСК рейс 5719 с 5 членами экипажа и уже 31 пассажиром на борту вылетел из Краснодарского аэропорта Пашковский, а рейс выполнял Ан-26 борт RA-26141, летящий из Краснодара в Гюмри, по перевозки двух автомобилей ВАЗ-2121 «Нива» и багажа. Общая масса груза составляла 2900 кг, также с ним на борт были оформлены 6 сопровождающих пассажиров. Экипаж самолёта состоял из пяти человек, командиром (КВС) был Аристархов. Общая масса груза составляла 2900 кг, а с ним также на рейс были оформлены шесть сопровождающих, но пока самолёт стоял на аэродроме, диспетчеры совместно с сотрудниками ВОХР посадили на него сперва 4 пассажиров с багажом, а затем ещё 8. В процессе движения, на магистральной рулёжной дорожке на борт сели ещё 13 пассажиров. В результате теперь расчётный вес загрузки достигал 5628 кг, из-за чего взлётный вес авиалайнера составлял уже 26 246 кг, то есть имелся перегруз в 2246 кг. Центровка при этом, однако, была в районе допустимого заднего предела.

#### Перегруз самолёта
Общий расчётный вес самолёта составлял 23 988 кг, то есть близкий к максимально допустимому 24 000 кг. Согласно полученному экипажем прогнозу погоды, в Гюмри ожидалась сплошная облачность с нижней границей 90 метров, туман, вертикальная видимость до 90 метров, также временами сгущение тумана, в котором видимость снижалась уже до 200 метров, а вертикальная видимость — до 60 метров. На основании этих данных командир Аристархов принял решение о вылете в Гюмри. В 17:30 МСК самолёт был подготовлен к полёту, а в 17:44 экипаж, связавшись с диспетчером руления, запросил у того разрешения на запуск двигателей. Но диспетчер руления на неоднократные запросы запрещал пока запускать двигатели, утверждая, что это указание руководителя полётов. Как впоследствии было установлено, такая задержка была вызвана только одной причиной — диспетчер намеревался посадить на самолёт пассажиров-безбилетников, которые проходили в аэропорту таможенный осмотр. Пока самолёт стоял на аэродроме, диспетчеры совместно с сотрудниками ВОХР посадили на него сперва 4 пассажиров с багажом, а затем ещё 8. В 18:27 экипаж наконец получил разрешение на запуск двигателей, а в 18:32 начал движение к предварительному старту. В процессе движения, на магистральной рулёжной дорожке на борт сели ещё 13 пассажиров. В результате теперь расчётный вес загрузки достигал 5628 кг, из-за чего взлётный вес авиалайнера составлял уже 26 246 кг, то есть имелся перегруз в 2246 кг. Центровка при этом, однако, была в районе допустимого заднего предела. 

#### Непогода в Гюмри
На момент взлёта самолёта погода в Гюмри уже была плохой: аэропорт застелило туманом, при этом видимость упала до 700 метров. Но ещё за полтора часа до этого и до 19:30 диспетчеры в Гюмри и Краснодаре перестали обмениваться информацией о погоде. Хотя во время полёта экипаж борта 26141 дважды предупреждали экипажи встречных самолётов, которые возвращались из Гюмри, что там туман, а видимость упала до 300 метров. Кроме того, когда самолёт находился в районе Ставрополя, с ним связался диспетчер Северо-Кавказского центра автоматизированного управления воздушным движением (СКЦ АУВД) и запросил у экипажа, намерен ли он продолжать полёт до Гюмри, на что получил утвердительный ответ. Когда самолёт приблизился к рубежу диспетчерского центра Гюмри, экипаж установил связь с диспетчером аэропорта и доложил о входе в зону на высоте 5700 метров. Диспетчер доложил, что горизонтальная видимость в аэропорту 600 метров, после чего спросил экипаж о решении. Метеорологический минимум аэропорта для самолётов Ан-26, которые заходят на посадку по курсо-глиссадной системе, составлял 60 на 800 метров, то есть в данном случае экипаж должен был направляться на запасной аэродром, либо ожидать в зоне аэропорта улучшения погоды. Но командир сообщил, что намерен садиться, и запросил снижение до эшелона 4500 метров. Когда самолёт занял высоту 4500 метров, диспетчер передал, что видимость в аэропорту упала до 400 метров, на что с самолёта передали «Понял», но продолжили снижаться уже до эшелона 3600 метров, который являлся эшелоном перехода. Заняв данную высоту, экипаж перешёл на связь с диспетчером круга, которому сообщил о снижении и выполнении захода на посадку по приводам (радиомаякам). Диспетчер круга сообщил, что видимость в аэропорту 400 метров, а давление аэродрома 642 мм рт.ст., после чего разрешил снижаться для захода на посадку, хотя знал, что метеорологический минимум при заходе на посадку по приводам составлял 200 на 2500 метров. Экипаж тоже знал, что погодные условия ниже минимума, но всё равно начал снижение по схеме захода. Также с самолёта доложили об установке давления 640 мм рт.ст., хотя это было меньше указанного диспетчером давления 642 мм рт.ст., из-за чего барометрические высотомеры теперь завышали показания на 26 метров, но диспетчер не стал поправлять пилотов. Впрочем, позже в ходе расследования выяснится, что высоту экипаж контролировал по радиовысотомеру, который с давлением аэродрома не завязан, а потому неправильная настройка высотомеров на исход полёта не повлияла.

### Катастрофа
Зная, что погодные условия в аэропорту ниже установленного для самолётов Ан-26 минимума, командир Аристархов, тем не менее, хотел (был вынужден) приземлиться в Гюмри, из-за чего сильно нервничал и находился во взвинченном состоянии, из-за чего начал допускать ошибки. В частности, не была запущена вспомогательная силовая установка, как того требовало руководство по лётной эксплуатации в случае захода на посадку на горный аэропорт самолёта весом 20 100 кг и более. Также при третьем и четвёртом разворотах экипаж выпускал механизацию и шасси в спешке. Далее на глиссаде с посадочным курсом 19° полётная скорость вместо установленной 230 км/ч колебалась от 260 до 216 км/ч, режим работы двигателей менялся от 13 до 47° по указателям положения рычагов топлива (УПРТ), курс колебался с 10 до 20°, при этом крены вправо и влево были по 8—10°, дёрганья руля высоты вверх и вниз создавали вертикальные перегрузки от 0,85 до 1,3 единиц, при этом вертикальная скорость менялась от 2 до 12 м/с, а размах действий по управлению элеронами сильно увеличился. В 20:54:15 диспетчер передал, что видимость в аэропорту упала уже до 200 метров, после чего самолёт пролетел дальнеприводной радиомаяк (ДПРМ, то есть точка входа в глиссаду). После прохождения ДПРМ экипаж стабилизировал скорость полёта на 230 км/ч, то есть как указано в руководстве, но вертикальная скорость при этом была 4 м/с, вместо требуемой 3 м/с, из-за чего машина стала снижаться ниже нормальной траектории захода на посадку и ближнеприводной радиомаяк (БПРМ) был пройден на высоте около 40—50 метров, то есть на 20 метров ниже установленной правилами. Вероятно, пилоты в это время пытались разглядеть наземные ориентиры, так как лайнер начал крениться на 8—10° то вправо, то влево, при этом курс колебался от 10 до 25°. Спустя четыре-пять секунд после пролёта БПРМ самолёт находился на высоте 10—20 метров, когда пилоты потянули штурвал на себя, в результате чего нос самолёта приподнялся, при этом возникла перегрузка в 1,2 единицы, а вертикальная скорость снижения уменьшилась до 1 м/с. Также был с 30 до 22° по УПРТ снижен режим работы двигателей, из-за чего через 10 секунд, когда авиалайнер пролетел торец взлётно-посадочной полосы, скорость полёта уменьшилась до 216 км/ч. Кроме того, на промежутке от БПРМ до торца полосы самолёт оказался в правом крене 12°, но к моменту пролёта торца крен уменьшился до 1—2°.
Следуя фактически в горизонтальном полёте, борт 26141 пролетел торец полосы на высоте 15—25 метров. Скорость полёта продолжала падать, поэтому режим двигателей был увеличен до 48° по УПРТ, что лишь уменьшило темп снижения скорости. Также во время полёта над полосой угол атаки и угол тангажа (подъёма носа) возросли до 6—8°, при том, что траектория полёта в этот момент стала горизонтальной, из-за чего угол обзора сместился выше, то есть пилоты не могли видеть близко расположенную местность, а так как видимость на взлётно-посадочной полосе составляла всего 200 метров, саму полосу теперь стало сложно разглядеть. Следуя со скоростью 190 км/ч, самолёт находился уже в 1000 метрах от входного торца, когда в 20:56:25 диспетчер скомандовал: Набирайте восемьсот метров. Командир самолёта также принял решение прервать посадку и уходить на второй круг, поэтому резким взятием штурвала «на себя» отклонил руль высоты на 8° вверх, а двигатели перевёл на взлётный режим, после чего в 20:56:28 доложил диспетчеру: Набираю восемьсот метров. Поднимая нос, Ан-26 с выпущенными в посадочное положение закрылками (угол выпуска — 38°) начал набирать высоту с вертикальной скоростью 2-3 м/с, при этом в процессе набора высоты экипаж убрал шасси. Но из-за высокого веса лайнера силы тяги двигателей оказалось недостаточно, вследствие чего скорость начала снижаться. Самолёт примерно за 30 секунд поднялся до 95 метров, когда скорость упала до критического значения — 165 км/ч. Перейдя в сваливание, самолёт вошёл в правый крен и понёсся вниз, а в 20:57:01 с правым креном 60° с вертикальной скоростью примерно 20 м/с и полётной около 150 км/ч врезался в землю в 60 метрах слева от оси ВПП и в 2990 метрах от входного торца. При ударе о землю Ан-26 полностью разрушился и сгорел. Один из пассажиров получил тяжёлые ранения, но выжил. Все остальные 35 человек на борту (30 пассажиров и 5 членов экипажа) погибли. На настоящее время (2015 год) эта авиационная катастрофа по числу жертв занимает второе место, среди произошедших в Армении, в том числе крупнейшая среди произошедших в стране после 1991 года. Крупнейшей авиакатастрофой в Армении является катастрофа военного Ил-76 близ Ленинакана (название Гюмри на тот момент) в 1988 году, жертвами которой стали 77 человек, при этом также выжил только один пассажир.

## Причины
Согласно заключению комиссии, причиной катастрофы стала потеря скорости, что экипаж допустил при выполнении ухода на второй круг на перегруженном самолёте, из-за чего последний вышел на угол атаки выше критического, потерял скорость, а затем, перейдя в сваливание, рухнул на землю. Сама катастрофа была вызвана следующими факторами:
1. Экипаж принял решение выполнять полёт на самолёте, взлётный вес которого был выше допустимого.
2. Экипаж принял решение выполнять заход и посадку в аэропорту, погодные условия в котором были ниже установленного для данного самолёта погодного минимума.
3. При выполнении захода на посадку в горном аэропорту на тяжёлом самолёте экипаж не стал запускать вспомогательную силовую установку.
4. На предпосадочной прямой были превышены углы крена, а также не выдерживались рекомендуемые скорости.
5. Экипаж начал выполнять уход на второй круг с задержкой и с нарушениями в действиях.

Есть вероятность, что командир принял решение садиться в Гюмри из-за того, что на борту находились 25 неоформленных пассажиров, чему виной стала плохая работа режимной и охранной служб в Краснодарском аэропорту.